# (6753) Fursenko
(6753) Fursenko (1974 RV1) – planetoida z pasa głównego asteroid okrążająca Słońce w ciągu 3,37 lat w średniej odległości 2,25 j.a. Odkryta 14 września 1974 roku.